# Gemeenten van Georgië
Een gemeente (Georgisch: მუნიციპალიტეტი, munitsipaliteti) is een bestuurlijke onderverdeling in Georgië, bestaande uit een plaats of een groep plaatsen die lokaal zelfbestuur genieten. Deze indeling is er sinds 2007, na een hervorming van het lokaal bestuur, waarbij districten werden omgezet in gemeenten.
Er zijn in totaal 69 gemeenten in Georgië geregistreerd. Vijf gemeenten liggen volledig in het afgescheiden Abchazië en Zuid-Ossetië, en staan feitelijk niet onder centraal gezag. De overige 64 zijn verdeeld over vijf steden (ქალაქი, kalaki) en 59 landelijke gemeenten (munitsipaliteti).

## Achtergrond
Van 1991 tot 2006 was Georgië onderverdeeld in 68 districten (raioni, rajons) met daarbinnen in totaal ruim 1000 gemeenten. Daarnaast waren er acht zelfstandige stadsgemeenten die buiten een district vielen.
In 2007 zijn de districten veranderd in gemeenten en zijn de oude kleine gemeenten daarin opgegaan. Het gebied van de nieuwe gemeenten kwam grotendeels overeen met de voormalige districten. De gemeenten werden met deze hervorming een directe bestuurlijke onderverdeling van Georgië, binnen de (onbestuurde) regio's. De hervorming had feitelijk in de uitvoering alleen betrekking op het centraal gecontroleerde deel van Georgië en niet op de afgescheiden gebieden waar Georgië geen gezag op uitoefende.

## Betwiste gebieden
Tegelijkertijd met de bestuurlijke hervorming in 2006 werden vijf (tijdelijke) gemeenten gevormd om de nederzettingen in de betwiste gebieden Abchazië en Zuid-Ossetië te besturen die toen nog onder Georgische controle stonden. Wettelijk gezien werden deze gemeenten "voorlopige administratief-territoriale eenheden" genoemd. De districten in de betwiste gebieden die op het moment van de hervorming van het lokale bestuur in 2006 niet onder controle van Georgië stonden werden niet omgevormd tot gemeenten. Dat geldt met name voor Abchazië, maar ook het in Zuid-Ossetië gelegen Dzjava. De wetten van Georgië bevatten een notie dat de definitieve vorm van onderverdeling en het systeem van lokaal zelfbestuur moet worden vastgesteld "na het herstel van de staatsjurisdictie over de bezette gebieden".
In Abchazië werd Azjara (Opper-Abchazië) opgericht, samengesteld uit de noordelijke delen van de districten Goelripsji en Otsjamtsjire, feitelijk de Kodorivallei en omgeving waar het door Tbilisi erkende autonome gezag van Abchazië in de periode 2006-2008 zetelde. In Zuid-Ossetië werden de gemeenten Achalgori, Eredvi, Koerta en Tigva gevormd. Achalgori was al een bestaand district binnen het Georgische bestuursrecht, en werd omgevormd naar een gemeente. Eredvi en Koerta werden afgesplitst van Gori terwijl Tigva van Kareli werd afgescheiden. Sinds mei 2007 vallen deze vier gemeenten onder de 'Provisionele Territoriale Eenheid Zuid-Ossetië' dat bestuurd wordt door de door Tbilisi erkende Zuid-Osseetse Administratie, gevestigd in het dorp Koerta.
Sinds de Russisch-Georgische Oorlog van 2008 behandelt Georgië deze gemeenten als bezet gebied en is deze constructie vooral een papieren kwestie geworden. De door Tbilisi erkende Zuid-Osseetse Administratie behartigt sindsdien vanuit Tbilisi voornamelijk de belangen van de Georgische vluchtelingen die in speciale nederzettingen in de omgeving van Zuid-Ossetië en andere delen van Georgië wonen. Deze vluchtelingendorpen liggen weliswaar in regulier Georgisch bestuurde gemeenten maar vallen nominaal onder de Zuid-Osseetse Administratie en de budgetten van de tijdelijke gemeenten.

## Lijst van gemeenten
| Achalgori Doesjeti Kazbegi Mtscheta Tianeti Chasjoeri Gori Kareli Kaspi Dzjava Tigva Eredvi Koerta Achmeta Dedoplistskaro Goerdzjaani Kvareli Lagodechi Sagaredzjo Sighnaghi Telavi Tetritskaro Tsalka Marneoeli Bolnisi Dmanisi Gardabani Roestavi Tbilisi Ambrolaoeri Lentechi Oni Tsageri Baghdati Charagaoeli Choni Koetaisi Samtredia Satsjchere Terdzjola Tkiboeli Tsjiatoera Tskaltoebo Vani Zestafoni Abasja Chobi Martvili Mestia Poti Senaki Tsalendzjicha Tsjchorotskoe Zoegdidi Lantsjchoeti Ozoergeti Tsjochataoeri Batoemi Chelvatsjaoeri Choelo Keda Koboeleti Sjoeachevi Achalkalaki Achaltsiche Adigeni Aspindza Bordzjomi Ninotsminda Gagra Gali Goedaoeta Goelripsji Otsjamtsjire Soechoemi Azjara |

| Gemeentelijke eenheden van Georgië per regio | Gemeentelijke eenheden van Georgië per regio | Gemeentelijke eenheden van Georgië per regio | Gemeentelijke eenheden van Georgië per regio | Gemeentelijke eenheden van Georgië per regio | Gemeentelijke eenheden van Georgië per regio |
|                                              | Eenheid per regio                            | Inwoners (01.01.2022)                        | Oppervlak (km²)                              | Dichtheid (inw/km²)                          | Noot                                         |
| -------------------------------------------- | -------------------------------------------- | -------------------------------------------- | -------------------------------------------- | -------------------------------------------- | -------------------------------------------- |
|                                              | Tbilisi (stadsgemeente)                      | 1.201.769                                    | 502                                          | 2394                                         |                                              |
|                                              | A.R. Abchazië                                | 244.926                                      | -                                            |                                              | [ a ] [ b ]                                  |
|                                              | Azjara (Opper-Abchazië)                      | -                                            | -                                            | -                                            | [ c ]                                        |
|                                              | Gagra District                               | 39.076                                       |                                              |                                              | [ a ] [ b ]                                  |
|                                              | Gali District                                | 30.270                                       |                                              |                                              | [ a ] [ b ]                                  |
|                                              | Goedaoeta District                           | 38.634                                       |                                              |                                              | [ a ] [ b ]                                  |
|                                              | Goelripsji District                          | 17.852                                       |                                              |                                              | [ a ] [ b ]                                  |
|                                              | Otsjamtsjire District                        | 25.908                                       |                                              |                                              | [ a ] [ b ]                                  |
|                                              | Soechoemi District                           | 11.420                                       |                                              |                                              | [ a ] [ b ]                                  |
|                                              | Soechoemi (stad)                             | 65.331                                       |                                              |                                              | [ a ] [ b ]                                  |
|                                              | Tkvartsjeli District                         | 16.435                                       |                                              |                                              | [ a ] [ b ]                                  |
|                                              | A.R. Adzjarië (6)                            | 355.462                                      | 2900                                         | 122,6                                        |                                              |
|                                              | Batoemi (stadsgemeente)                      | 173.745                                      | 82,3                                         | 2111                                         |                                              |
|                                              | Chelvatsjaoeri                               | 52.696                                       | 356,4                                        | 147,8                                        |                                              |
|                                              | Choelo                                       | 26.834                                       | 710                                          | 37,8                                         |                                              |
|                                              | Keda                                         | 16.612                                       | 452                                          | 36,8                                         |                                              |
|                                              | Koboeleti                                    | 70.737                                       | 711,3                                        | 99,4                                         |                                              |
|                                              | Sjoeachevi                                   | 14.838                                       | 588                                          | 25,4                                         |                                              |
|                                              | Goeria (3)                                   | 105.347                                      | 2033                                         | 51,8                                         |                                              |
|                                              | Lantsjchoeti                                 | 29.421                                       | 533,1                                        | 55,2                                         |                                              |
|                                              | Ozoergeti                                    | 58.332                                       | 675                                          | 86,4                                         |                                              |
|                                              | Tsjochataoeri                                | 17.594                                       | 825,1                                        | 21,3                                         |                                              |
|                                              | Imereti (12)                                 | 466.648                                      | 6415                                         | 72,4                                         | [ d ]                                        |
|                                              | Baghdati                                     | 17.576                                       | 815,4                                        | 21,6                                         |                                              |
|                                              | Charagaoeli                                  | 18.286                                       | 913,9                                        | 20,0                                         |                                              |
|                                              | Choni                                        | 20.518                                       | 428,5                                        | 47,9                                         |                                              |
|                                              | Koetaisi (stadsgemeente)                     | 129.305                                      | 67,7                                         | 1910                                         |                                              |
|                                              | Samtredia                                    | 42.200                                       | 364,1                                        | 115,9                                        |                                              |
|                                              | Satsjchere                                   | 34.109                                       | 768,5                                        | 44,4                                         | [ d ]                                        |
|                                              | Terdzjola                                    | 30.421                                       | 357                                          | 85,2                                         |                                              |
|                                              | Tkiboeli                                     | 17.180                                       | 478,8                                        | 35,8                                         |                                              |
|                                              | Tsjiatoera                                   | 37.649                                       | 540                                          | 69,7                                         |                                              |
|                                              | Tskaltoebo                                   | 44.599                                       | 700,1                                        | 63,7                                         |                                              |
|                                              | Vani                                         | 20.534                                       | 557                                          | 36,9                                         |                                              |
|                                              | Zestafoni                                    | 54.271                                       | 423,7                                        | 128                                          |                                              |
|                                              | Kacheti (8)                                  | 304.919                                      | 11375                                        | 26,8                                         |                                              |
|                                              | Achmeta                                      | 27.833                                       | 2207,6                                       | 12,6                                         |                                              |
|                                              | Dedoplistskaro                               | 20.365                                       | 2532                                         | 8,0                                          |                                              |
|                                              | Goerdzjaani                                  | 50.970                                       | 846                                          | 60,2                                         |                                              |
|                                              | Kvareli                                      | 30.301                                       | 1000                                         | 30,3                                         |                                              |
|                                              | Lagodechi                                    | 40.715                                       | 890,2                                        | 45,7                                         |                                              |
|                                              | Sagaredzjo                                   | 52.015                                       | 1553,7                                       | 33,5                                         |                                              |
|                                              | Sighnaghi                                    | 28.740                                       | 1251                                         | 23,0                                         |                                              |
|                                              | Telavi                                       | 53.980                                       | 1094,5                                       | 49,3                                         |                                              |
|                                              | Kvemo Kartli (7)                             | 434.497                                      | 6436                                         | 67,5                                         |                                              |
|                                              | Bolnisi                                      | 55.936                                       | 804                                          | 69,6                                         |                                              |
|                                              | Dmanisi                                      | 20.916                                       | 1198,8                                       | 17,4                                         |                                              |
|                                              | Gardabani                                    | 79.273                                       | 1212,2                                       | 65,4                                         |                                              |
|                                              | Marneoeli                                    | 107.491                                      | 935,5                                        | 114,9                                        |                                              |
|                                              | Roestavi (stadsgemeente)                     | 128.788                                      | 60,6                                         | 2125                                         |                                              |
|                                              | Tetritskaro                                  | 22.461                                       | 1174,5                                       | 19,1                                         |                                              |
|                                              | Tsalka                                       | 19.632                                       | 1050,6                                       | 18,7                                         |                                              |
|                                              | Mtscheta-Mtianeti (5)                        | 92.351                                       | 5606                                         | 16,5                                         | [ d ]                                        |
|                                              | Achalgori                                    | -                                            | -                                            | -                                            | [ c ]                                        |
|                                              | Doesjeti                                     | 26.130                                       | 2981,5                                       | 8,0                                          |                                              |
|                                              | Kazbegi                                      | 3.760                                        | 1081,7                                       | 3,5                                          |                                              |
|                                              | Mtscheta                                     | 52.240                                       | 636,5                                        | 88,1                                         |                                              |
|                                              | Tianeti                                      | 10.221                                       | 906                                          | 11,3                                         |                                              |
|                                              | Ratsja-Letsjchoemi en Kvemo Svaneti (4)      | 27.616                                       | 4600                                         | 6,0                                          | [ d ]                                        |
|                                              | Ambrolaoeri                                  | 10.205                                       | 1142                                         | 8,9                                          |                                              |
|                                              | Lentechi                                     | 3.905                                        | 1344                                         | 2,9                                          |                                              |
|                                              | Oni                                          | 5.425                                        | 1360                                         | 4,1                                          | [ d ]                                        |
|                                              | Tsageri                                      | 8.081                                        | 754                                          | 10,7                                         |                                              |
|                                              | Samegrelo-Zemo Svaneti (9)                   | 301.213                                      | 7468                                         | 40,3                                         |                                              |
|                                              | Abasja                                       | 19.014                                       | 322,5                                        | 59,0                                         |                                              |
|                                              | Chobi                                        | 27.070                                       | 676                                          | 40,0                                         |                                              |
|                                              | Martvili                                     | 30.921                                       | 880,6                                        | 35,1                                         |                                              |
|                                              | Mestia                                       | 9.364                                        | 3045                                         | 3,1                                          |                                              |
|                                              | Poti (stadsgemeente)                         | 41.100                                       | 65,8                                         | 625                                          |                                              |
|                                              | Senaki                                       | 33.069                                       | 520,7                                        | 63,5                                         |                                              |
|                                              | Tsalendzjicha                                | 22.551                                       | 646,7                                        | 34,9                                         |                                              |
|                                              | Tsjchorotskoe                                | 21.036                                       | 619,4                                        | 34,0                                         |                                              |
|                                              | Zoegdidi                                     | 97.088                                       | 692                                          | 140,3                                        |                                              |
|                                              | Samtsche-Dzjavacheti (6)                     | 148.336                                      | 6413                                         | 23,1                                         |                                              |
|                                              | Achalkalaki                                  | 40.117                                       | 1235                                         | 32,5                                         |                                              |
|                                              | Achaltsiche                                  | 39.132                                       | 1010,4                                       | 38,7                                         |                                              |
|                                              | Adigeni                                      | 15.918                                       | 799,5                                        | 19,9                                         |                                              |
|                                              | Aspindza                                     | 10.537                                       | 825                                          | 12,8                                         |                                              |
|                                              | Bordzjomi                                    | 24.693                                       | 1189                                         | 20,8                                         |                                              |
|                                              | Ninotsminda                                  | 17.939                                       | 1354                                         | 13,2                                         |                                              |
|                                              | Sjida Kartli (8)                             | 250.489                                      | 3428                                         | 73,1                                         | [ d ]                                        |
|                                              | Chasjoeri                                    | 50.335                                       | 585,2                                        | 86,0                                         |                                              |
|                                              | Gori                                         | 118.765                                      | 1352,2                                       | 87,3                                         |                                              |
|                                              | Kareli                                       | 40.255                                       | 687,7                                        | 58,5                                         |                                              |
|                                              | Kaspi                                        | 41.134                                       | 803,2                                        | 51,2                                         |                                              |
|                                              | Eredvi                                       | -                                            | -                                            | -                                            | [ c ]                                        |
|                                              | Koerta                                       | -                                            | -                                            | -                                            | [ c ]                                        |
|                                              | Tigva                                        | -                                            | -                                            | -                                            | [ c ]                                        |
|                                              | Dzjava District                              | -                                            | -                                            | -                                            | [ a ]                                        |
|                                              | Georgië                                      | 3.728.573                                    |                                              |                                              | [ e ]                                        |